# Wolfgang Dallmann
Wolfgang Dallmann (* 17. März 1924 in Stettin; † 20. November 2008 in Heidelberg) war ein deutscher Organist, Kirchenmusiker und Dozent.

## Leben
Dallmann studierte von 1940 bis 1942 an der Musikhochschule in Leipzig Klavier bei Otto Weinreich und Klarinette sowie Musiktheorie bei Felix Petyrek. Nach Kriegsteilnahme geriet er in französische Kriegsgefangenschaft. Von 1947 bis 1954 studierte Dallmann an der Hochschule für Musik und Darstellende Kunst in Stuttgart (Klavier: Alfred Kreutz, Komposition: Georg von Albrecht) sowie evangelische Kirchenmusik (Orgel: Anton Nowakowski, Kontrapunkt und Theorie: Johann Nepomuk David), gefolgt von einem Sommer-Orgel-Kurs 1954 in Siena bei Fernando Germani.
Danach war Dallmann Organist an der evangelischen Leonhardskirche in Stuttgart, wo er an der Walcker-Orgel mit nur 18 Registern seine erste zyklische Aufführung sämtlicher Orgelwerke Johann Sebastian Bachs veranstaltete. 1958 wurde Dallmann an das Kirchenmusikalische Institut in Heidelberg (später Hochschule für evangelische Kirchenmusik) als Dozent, später Professor für Orgel berufen, deren kommissarischer Leiter er 1974–1976 gewesen ist; ab 1962 war er zugleich Kantor und Organist an der Lutherkirche in Heidelberg – zunächst an der Orgel im Lutherhaus, später an der von ihm disponierten Weigle-Orgel der 1967 neu erbauten Lutherkirche. Dallmann war auch viele Jahre Organist bei den Konzerten des Heidelberger Bachvereins. Zu seinen Schülern gehörten u. a. Matthias Ank, Wolfgang Baumgratz, Bernhard A. Kohl, Johannes Matthias Michel, Michael Nonnenmacher und Hermann Schemmel. Im Jahr 1989 trat er in den Ruhestand.
Außer in Deutschland konzertierte Wolfgang Dallmann in vielen Ländern Europas sowie in Nord- und Südamerika, Indonesien, Israel, Japan und Korea. Das Orgelschaffen Johann Sebastian Bachs, Max Regers und Johann Nepomuk Davids standen im Mittelpunkt seines Repertoires. Das Orgel-Gesamtwerk J. S. Bachs und J. N. Davids, dessen späte Werke er großenteils uraufgeführt hat, führte er in jeweils mehrjährigen Zyklen auf (Lutherkirche Heidelberg). Daneben setzte er sich stark auch für andere zeitgenössische Komponisten ein (Helmut Bornefeld, Kurt Boßler, Thomas Christian David, Petr Eben, Helmut Eder, Wolfgang Fortner, Harald Heilmann, Augustinus Franz Kropfreiter, Tilo Medek, Hans Stadlmair u. a.). 1978 wurde Wolfgang Dallmann zum Präsidenten der neu gegründeten Internationalen Johann-Nepomuk-David-Gesellschaft (Sitz Stuttgart) gewählt.

## Auszeichnungen
1981 wurde Dallmann mit dem Bundesverdienstkreuz 1. Klasse ausgezeichnet.

## Veröffentlichungen
- Lockerheit beim Orgelspiel. In: Württembergische Blätter für Kirchenmusik. Jg. 25, Heft 3 bzw. 5 bzw. 6. Stuttgart 1958.
- Die Kunst des Übens. In: Der Kirchenmusiker. Jg. 14, Berlin 1963.
- Johann Nepomuk David - Partita über b-a-c-h. In: Kirchenmusikalische Nachrichten. Heft 11/12. Frankfurt 1965.
- Der Kirchenmusiker in einer veränderten Welt. In: Musik und Kirche 35. Jahrgang, Heft 2, S. 59-73. Kassel 1965.
- Helmut Bornefeld - 60 Jahre. in: Der Kirchenmusiker Jg. 18. Berlin 1967.
- Zwölf Orgelfugen Werk 66 von Johann Nepomuk David. Versuch einer Werkbetrachtung. Wiesbaden 1969. Auch in: Musik und Kirche Jg. 39, Kassel 1969.
- Johann Nepomuk Davids Orgelwerk – Einübung und Darstellung. In: Gerd Sievers (Hrsg.): Ex Deo nascimur. Festschrift zum 75. Geburtstag von Johann Nepomuk David. Breitkopf & Härtel, Wiesbaden 1970.
- Was wollen wir eigentlich. In: Musik und Kirche. Jg. 45, 1975.
- Struktur und Aussage. Zum 80. Geburtstag von Johann Nepomuk David. In: Ars Organi. Jg. 24, 1976.
- Aufgaben für die Orgel heute. [über J. N. Davids Partita „Es kommt ein Schiff geladen“, Chorwerk Heft VII, und „Hölderlin. Partita für Orgel“ op. 70]. In: Ars Organi Jg. 25,  1977.
- Zum ersten Lebensjahr unserer Gesellschaft. In: Mitteilungen der Internationalen Johann-Nepomuk-David-Gesellschaft (Redaktion: Bernhard A. Kohl). Heft 1. Stuttgart 1979.
- Johann Nepomuk Davids spätes Orgelwerk. In: Musik und Kirche. Jg. 52. Kassel 1982.
- Oskar Söhngen †. In: Mitteilungen der Internationalen Johann-Nepomuk-David-Gesellschaft (Redaktion: Bernhard A. Kohl). Heft 4. Stuttgart 1983.
- J. N. David: Struktur und Textbezüge in seinem Choralwerk [für Orgel]. In: Der Kirchenmusiker. Jg. 38. Berlin 1987.
- Johann Nepomuk David: Life and Work. In: The American Organist. Jg. 23, Heft 10, New York 1989.
- Gedenken an Josef Friedrich Doppelbauer, in: Mitteilungen der Internationalen Johann-Nepomuk-David-Gesellschaft (Redaktion: Bernhard A. Kohl). Heft 7. Stuttgart 1991.
- Georg von Albrecht. Zwischen Rußland und Deutschland. In: Musik und Kirche. Jg. 62, Heft 3. Kassel 1992.
- Johann Nepomuk Davids Kirchenmusik und Symphonien. In: International Journal of Musicology. Jg. 1. Frankfurt 1992.
- Das Chorwerk von Johann Nepomuk David – Das Choralwerk für Orgel. Versuch einer hinführenden Analyse (= Quellen und Studien zur Musikgeschichte von der Antike bis zur Gegenwart. hrsg. von Michael von Albrecht). Peter Lang, Frankfurt a. M. 1994.
- Lukas David zum 60. Geburtstag. In: Mitteilungen der Internationalen Johann-Nepomuk-David-Gesellschaft (Redaktion: Bernhard A. Kohl). Heft 9. Stuttgart 1994.
- Klangvorstellungen bei Johann Nepomuk David. In: Alfred Reichling (Hrsg.): Aspekte der Orgelbewegung. Kassel 1995.
- Poetik der Polyphonie. Zum 100. Geburtstag von J. N. David. In: Musik und Kirche. Jg. 65, Heft 6. Kassel 1995.
- Res Severa verum Gaudium. In: Der Kirchenmusiker  Jg. 47, Heft 1. Berlin 1996.
- Zum 60. Geburtstag von H. [Hans] G. [Georg] Bertram. In: Württembergische Blätter für Kirchenmusik. Jg. 63, Heft 4. Stuttgart 1996.
- Johannes [Organist] Schäfer †. In: Mitteilungen der Internationalen Johann-Nepomuk-David-Gesellschaft (Redaktion: Bernhard A. Kohl). Heft 11. Stuttgart 1996.
- Zu Axel Berchem, „Orgelmusik zu Tod und Ewigkeit“. In: Der Kirchenmusiker. Jg. 48, Heft 5. Berlin 1997.
- Manfred Mezger †. In: Mitteilungen der Internationalen Johann-Nepomuk-David-Gesellschaft (Redaktion: Bernhard A. Kohl). Heft 12. Stuttgart 1998.
- Wolfgang Witzenmann 60 Jahre. In: Mitteilungen der Internationalen Johann-Nepomuk-David-Gesellschaft (Redaktion: Bernhard A. Kohl). Heft 12. Stuttgart 1998.
- Wege zu David. Die neue CD mit „Zwölf Orgelfugen durch alle Tonarten Werk 66“. In: Mitteilungen der Internationalen Johann-Nepomuk-David-Gesellschaft Heft 13. Stuttgart 1999.
- Gerd Sievers †. In: Mitteilungen der Internationalen Johann-Nepomuk-David-Gesellschaft. Heft 13. Stuttgart 1999.
- Zahlreiche Programm-Einführungen.

Editionen
- Georg von Albrecht: Sämtliche Orgelwerke. Nach den Handschriften erstmals vollständig herausgegeben. (= G.-v.-Albrecht-Gesamtausgabe, Band 9). Peter Lang, Frankfurt a. M. 1987.
- Johann Sebastian Bach: Zwanzig Orgelchoräle, transponiert in die Tonarten des ev. Kirchengesangbuches, herausgegeben von Wolfgang Dallmann. Breitkopf & Härtel, Wiesbaden 1970 (EB 6563).
- Johann Nepomuk David: Introitus, Choral und Fuge über ein Thema von Anton Bruckner für Orgel und neun Blasinstrumente. Werk 25. Neuauflage (1985), durchgesehen von Wolfgang Dallmann. Breitkopf & Härtel, Wiesbaden [1985] (EB 5725)
- Johann Nepomuk David: Choralwerk Nr. 16-21 (3. Heft). Neuauflage (1987), durchgesehen von Wolfgang Dallmann. Breitkopf & Härtel, Wiesbaden (1987).
- Johann Nepomuk David: Kleine Chaconne über „Nun komm, der Heiden Heiland“ [1959]. Breitkopf & Härtel, Wiesbaden 1988 (EB 8524).
- Johann Nepomuk David: Partita über 'Da Jesus an dem Kreuze stund'. Choralwerk Nr. 40 (11. Heft). Breitkopf & Härtel, Wiesbaden (ca. 1988) (EB 6894).
- Johann Nepomuk David: Partita über B-A-C-H. Neuauflage (1988) durchgesehen von Wolfgang Dallmann unter Mitwirkung von Johannes Schäfer. Breitkopf & Härtel, Wiesbaden (1988).
- Johann Nepomuk David: Sonate für Violoncello und Orgel [1975]. Breitkopf & Härtel, Wiesbaden 1991 (EB 8547).
- Johann Nepomuk David: Mehrere Orgelwerke in sogenannter „revidierter Neuauflage“. Breitkopf & Härtel, Wiesbaden (passim).
- Modest Mousorgski: Lieder und Tänze des Todes'. Orgelübertragung Wolfgang Dallmann. Breitkopf & Härtel, Wiesbaden 1979.
- Robert Schumann: Sechs Fugen über den Namen Bach, op. 60 für Orgel oder Pedalflügel. Breitkopf & Härtel, Wiesbaden [1975] (EB 6725).

## Diskographie
- LP Johann Sebastian Bach, Kantaten „Gott soll allein meine Herze haben“ BWV 169 und „Vergnügte Ruh’, beliebte Seelenlust“ BWV 170. Ingeborg Müller-Ney, Alt; Der Chor der Lutherkirche Heidelberg; Das Heidelberger Kammerorchester; Wolfgang Dallmann, Orgel und Leitung. Da Camera Magna SM 94034. 30 cm Stereo [Aufnahme: 1./15. Februar 1971 Lutherkirche Heidelberg] [ca. 1971].
- LP Johann Nepomuk David, Partita über B-A-C-H für Orgel (1964). Wolfgang Dallmann an der Rensch-Orgel in der Friedenskirche Stuttgart [Aufnahme: 21. Januar 1967]. WERGO WER 70002. Sonderreihe für Musikverlag Breitkopf & Härtel, Wiesbaden (zusammen mit: J. N. David, Spiegelkabinett.) Walzer für Orchester op. 55 (1960) und Zweite Sonate für Violine allein op. 58 Nr. 1 (1963). 30 cm Stereo [ca. 1969].
- LP Johann Nepomuk David, Erhalt uns, Herr, bei deinem Wort. Kleine Partita für Orgel. Choralwerk Nr. 3 in Heft I (1930). Wolfgang Dallmann an der J. A.-Ehrlich-Orgel in Unterschüpf. Hardheim, Vleugels OV 47. 17 cm Stereo [1974].
- LP Noel Gallon, Recuillement. Meditation pour Flute et orgue und Louis Vierne, Carillon de Vestminster aus LP Ausschnitte aus den drei Orgelkonzerten der 2. Balingen Orgelwoche 1975. Platte 2, Seite 4 von LP Georg Friedrich Händel, Oratorium Israel in Ägypten. Live-Mitschnitt Balingen/Rottweil 1975. Flöte: Gerhard Rehm; Orgel: W. Dallmann. eMBe Tonstudio F. Mauermann MAS 035, Stuttgart [ca. 1976].
- LP Johann Nepomuk David, Es kommt ein Schiff geladen. Partita für Orgel-Positiv. Choralwerk Nr. 34 in Heft VII (1939) und Es kommt ein Schiff geladen. Choralwerk Nr. 49, Heft XX (1973). Wolfgang Dallmann an der Weigle-Orgel der Lutherkirche Heidelberg [Aufnahme: 23. März 1976]. Auf „Deutsche Orgellandschaften 1, Baden“. Pelca PSR 41 027. 30 cm Stereo [1978].
- 2 LPs Johann Nepomuk David, Konzert für Orgel und Orchester op. 61 (1965). Wolfgang Dallmann an der Steinmeyer-Orgel der Evangelischen Stadtkirche Pforzheim (Live-Mitschnitt vom 2. Internationalen David-Fest vom 5. Juli 1980 durch den Süddeutschen Rundfunk Stuttgart). Badische Philharmonie Karlsruhe, Leitung: Rolf Schweizer. Ostfildern, audite 53 416/17. 30 cm Stereo, zusammen mit Ezzolied. Oratorium op. 51 (1957) [Orgel: W. Dallmann] und Symphonie Nr. 5 op. 41 (1951/1953) [1982] (= David-Edition vol. 2).
- 2 LPs Johann Nepomuk David, Partita über B-A-C-H für Orgel (1964). Wolfgang Dallmann an der Chrisman-Orgel der Stiftsbasilika St. Florian (Österreich) [Aufnahme: 10. September 1983 durch den Österreichischen Rundfunk Linz], zusammen mit Hölderlin (Ode - Elegie - Hymne) Werk 70 (1970) und Ich stürbe gern aus Minne. Gottesminnelieder nach Worten der Mechthild von Magdeburg für Sopran und Orgel (1942). Gabriele Brucker, Sopran. Wolfgang Dallmann an der von David disponierten Walcker-Orgel in der (Dom-) Kirche St. Eberhard Stuttgart [Aufnahme: 11. Januar 1982, wenige Tage vor Abbruch der Orgel, durch den Süddeutschen Rundfunk Stuttgart]. Ostfildern, audite 53 420. 30 cm Stereo [1986] (= David-Edition vol. 3).
- CD Johann Nepomuk David, Zwölf Orgelfugen op. 66 (1967-1968). Live-Mitschnitt der Uraufführung (= Erste Gesamtaufführung). Wolfgang Dallmann an der Orgel der Lutherkirche Heidelberg (26. Juni 1969 beim 44. Deutschen Bachfest). MAS 400 [Produktion: Internationale J.-N.-David-Gesellschaft, Stuttgart, 1999].
- LP Georg Friedrich Händel, Berühmte Orgelkonzerte (op. 4 Nr. 1 und 4; Nr. 13 „Der Kuckuck und die Nachtigall“). Wolfgang Dallmann an der (Weigle-) Orgel der Lutherkirche Heidelberg, Das Heidelberger Kammerorchester. Sastruphon SM 007 019. 30 cm Stereo [ca. 1970].
- LP Emil Kübler, Nacht über weissen Hügeln. Liederzyklus nach eigenen Gedichten (1943). Schallplattenverlag Walter Kögler, Stuttgart-Möhringen 57005. 25 cm Mono. August Meßthaler, Baß. Am Flügel Wolfgang Dallmann [ca. 1960?].
- 2 LPs Felix Mendelssohn Bartholdy, (6) Orgelsonaten. Wolfgang Dallmann an der Overmann-Orgel [1836] zu Unteröwisheim. Da Camera Magna SM 93213/14. 30 cm Stereo. Aufnahme: 13./14. Juli 1968 in der evang. Kirche zu Unteröwisheim (mit ausführlichen Einführungen von W. D.; 1968).
- 2 LPs Michael Praetorius, Orgelwerke. Wolfgang Dallmann an der Praetorius-Orgel der Universität Freiburg. Da Camera Magna SM 93229/30. 30 cm Stereo. Aufnahme: 19./20. Mai 1970 [1970 ?].
- LP Max Reger, Sonate op. 60 und Introduktion, Passacaglia und Fuge op. 127. Wolfgang Dallmann an der Orgel der Michaelskirche in Heidenheim. Aufnahme: 1972. Da Camera Magna.
- LP Max Reger, Phantasie über den Choral "Freu dich sehr, o meine Seele" op. 30 [und] Romanze As-Dur op. 92 Nr. 5. Wolfgang Dallmann an der Steinmeyer-Orgel (1911) der Christuskirche Mannheim. Auf „Deutsche Orgellandschaften 1, Baden“. Pelca PSR 41 026, 30 cm Stereo. Aufnahme: 20. März 1976 [1978].
- Robert Schumann, Fugen über BACH op. 60 Nr. 1 und 3 und Studien op. 56 Nr. 2 und 3 und Skizzen op. 58 Nr. 2. Wolfgang Dallmann an der Walcker-Orgel (1845) der Evangelischen Kirche Hoffenheim. Auf „Deutsche Orgellandschaften 1, Baden“. Pelca PSR 41 026, 30 cm Stereo. Aufnahme: 31. März 1976 [1978].
- Hinzu kommen zahlreiche Produktionen bei deutschen Rundfunkanstalten und dem Österreichischen Rundfunk (Linz, Wien).